# دنيس جاكسون
دنيس جاكسون (بالإنجليزية: Dennis Jackson)‏ (8 مارس 1932 ببرمنغهام في المملكة المتحدة - 21 مارس 2014) هو لاعب كرة قدم بريطاني في مركزي الدفاع والظهير. لعب مع أستون فيلا ونادي ميلوول ووست بروميتش ألبيون ونادي هدنسفورد تاون ورجبي تاون.

## وصلات خارجية
- دنيس جاكسون على موقع قاعدة بيانات كرة القدم.إي يو (الإنجليزية)